# Фузея (часы)
Фузея — специальное устройство в механических часах с пружинным приводом, в виде усеченного конуса, предназначенное для выравнивания крутящего момента, передаваемого от барабана заводной пружины на главную колесную систему часов.
По мере раскручивания пружины уменьшается момент от вала пружинного механизма, спирально-коническая канавка фузеи имеет переменный радиус, поэтому падение момента от вала пружины компенсируется, повышая, таким образом, равномерность хода часов, за весь интервал работы механизма от одного завода до другого.
После изобретения английским часовщиком Томасом Мьюиджем в 1755 году свободного анкерного хода, практическая необходимость в фузее отпала, однако, её все ещё можно встретить в дорогих коллекционных часах эксклюзивных серий, а также в морских хронометрах (к примеру, фузея присутствует в советском и российском морском хронометре 6МХ).

## Предпосылки к созданию
Первые механические часы использовали в качестве источника энергии гиревой двигатель. Он был прост в изготовлении, весьма надежен и обеспечивал высокую равномерность крутящего момента. 
Гиревой двигатель состоял из приводного барабана, на который наматывался трос, державший металлическую гирю.
В абсолютном большинстве случаев вес тросика или цепи, на которых подвешена гиря, можно считать пренебрежимо малым по сравнению с весом самой гири, следовательно, усилие, развиваемое гиревым двигателем, можно считать постоянным за все время работы часов от подъёма на гири на максимальную высоту до её полного опускания.
Пружинный двигатель, в отличие от гиревого, имел серьёзный недостаток: крутящий момент, развиваемый заводной пружиной, убывал по мере расходования завода.
Все ранние варианты спусковых механизмов (цилиндровый, штифтовой спуск Аманта, английский анкерный спуск с отходом) имели сильную зависимость скорости хода от величины крутящего момента, передаваемого на спусковое колесо. В особенности указанный недостаток относится к часам со шпиндельным спуском и билянцем, так как билянец, применявшийся в качестве регулятора хода, вообще не имел собственного периода колебаний. Его период колебаний напрямую зависел от крутящего момента.
Изобретение фузеи обычно приписывается пражскому часовщику Якобу Цеху в 1525 г.

Однако, поскольку совершенно очевидно, что до изобретения балансового колеса ни один портативный прибор для измерения времени не мог работать без устройства для выравнивания крутящего момента, то можно предположить, что механизмы, подобные фузее, существовали значительно раньше.

## Устройство и принцип работы
Фузея представляет собой усеченный конус, который соединяется с барабаном заводной пружины при помощи специальной цепочки (т. н. цепь Гааля). На боковой поверхности фузеи выточена канавка в виде конической винтовой спирали, в которую укладывается цепь Гааля при наматывании её на фузею. Цепочка крепится к конусу в нижней его части (в точке наибольшего радиуса) и наматывается на него снизу вверх.
В основании конуса размещается шестерня, которая передает крутящий момент на главную колесную систему часов.
В начальный момент времени (рис. 1.) завод пружины максимальный, а цепочка полностью намотана на конус фузеи. По мере расходования завода, барабан заводной пружины вращается, цепочка наматывается на барабан и сматывается с фузеи. При этом радиус огибания цепочкой барабана остается постоянным, а радиус огибания конической поверхности фузеи плавно увеличивается с каждым витком. 
Передаточное число является отношением радиуса ведомого вала к радиусу ведущего вала.
Таким образом, уменьшение крутящего момента, развиваемого заводной пружиной компенсируется увеличением передаточного числа между барабаном заводной пружины и фузеей. 
Радиальный и осевой шаг спиральной канавки фузеи подбираются таким образом, чтобы крутящий момент, передаваемый через шестерню (W) на главную колесную систему часов, оставался постоянным.
Когда весь завод пружины израсходован (рис 2)., вся цепочка намотана на барабан. Для того чтобы снова завести часы, необходимо вращать ключом не ось пружины, как это делается в большинстве современных конструкций (в часах с фузеей она закреплена неподвижно), а ось фузеи, при этом цепь Гааля наматывается обратно на фузею, вращая таким образом барабан и заводя пружину часов.
В отличие от обычных часовых механизмов, где усилие, с которым нужно вращать заводной ключ, плавно возрастает по мере завода пружины, в часах с фузеей усилие заводного ключа всё время остаётся постоянным. Заводящий такие часы не знает, сколько ещё осталось до полного завода пружины. Поэтому часы с фузеей обязательно обязательно должны иметь ограничитель, препятствующий перезаводу пружины и обрыву цепи, связывающей заводной барабан с конусом фузеи. Обычно ограничитель выполняется в форме флажка (см. иллюстрацию в правом верхнем углу статьи). Когда последний виток цепочки будет намотан на конус, цепочка приподнимет флажок, и тот упрётся в ограничитель, расположенный на задней крышке часов, препятствуя таким образом дальнейшему проворачиванию заводным ключом конуса фузеи.